# A halál útvesztője
A halál útvesztője (A Maze of Death) Philip K. Dick sci-fi-író 1970-ben írt sci-fi regénye. Magyarul először a Kozmosz Fantasztikus Könyvek sorozatában jelent meg, 1986-ban.
A cselekmény a távoli jövőben játszódik (pontosabban nem datálható). Főszereplője egy embercsoport, közös jellemzőjük, hogy különféle, enyhébb vagy súlyosabb mentális divergenciáktól szenvednek, és, minthogy elégedetlenek az életükkel, munkájukkal, áthelyezésüket kérik a Galaxist irányító isten(ek)től. Rádió-imáik meghallgatásra találnak, és a Delmak-O-nevű bolygón gyűlnek össze. Hamarosan kiderül, hogy sem az új állásuk, sem a bolygó nem az, aminek látszik, sőt ők maguk sem egészen azok, aminek hiszik magukat.

## Történet
|  | Alább a cselekmény részletei következnek! |

Ben Tallchief, a negyvenkét éves űrhajóraktáros elégedetlen a munkájával, és rádión keresztül szétsugárzott imában áthelyezését kéri az istenvilágoktól. Hasonló helyzetben van Seth Morley, a Tekel Ufarszin Kibuc tengerbiológusa, aki feleségével együtt szeretne kiszakadni a kibuc unalmas világából, ahol nemcsak tenger, de még egy átkozott pocsolya sincs, és a narancslekvár jelenti az élet egyetlen értelmes alkotóelemét. Tallchief, Morley, és felesége, Mary Morley egy „csónak” nevű űrhajótípusban utaznak új helyükre (e jármű jellegzetessége, hogy kis mérete és korlátozott üzemanyagkészlete miatt nem alkalmas a visszatérésre, csak egyirányú utazásra).
A Delmak-O Telepen 13 ember gyűlik össze: Betty Jo Bern (nyelvész), Bert Kostler (telepgondnok) ; Maggie Walsh (teológus); Ignatz Thugg (hőtechnikus); Milton Babble (teleporvos); Wade Frazer (pszichológus); Tony Dunkelwelt (geológus és fényképész); Glen Belsnor (informatikus és elektrotechnikus); Susie Smart (titkárnő); Roberta Rockingham (híres, idős szociológusnő); Ben Tallchief (minősített, B osztályú természetkutató); Seth és Mary Morley (tengerbiológus házaspár); és később még tizennegyedikként Ned Russell (közgazdász) is megérkezik.
Hamarosan felfedezik, hogy a bolygó, legalábbis a telepből látható része, meglehetősen unalmas és sivár, sőt nyomasztó hely („A levegő nyomasztóan rossz szagú volt, mintha rothadó növények párologtak volna a közelben”), valamint, hogy egyiküknek sem mondták meg, valójában mi célt szolgál a telep, és mi lesz a munkájuk. Az is hamar nyilvánvalóvá válik, hogy a telepesek – amint ezt be is vallják Tallchiefnek – szintén elég furák, csak a felszínen alkotnak csoportot, de egyáltalán nem törődnek egymással, és némelyiküknek meglehetősen különös szokásai vannak. Belsnor, az elektrotechnikus tájékoztatja őket, hogy azt az utasítást kapta: miután mindannyian megérkeztek, akkor a bolygó körül keringő rádióműholdon keresztül vegyék fel a kapcsolatot munkaadójukkal. Ez meg is történik, de Treaton tábornok, a Nyugati Interplan tisztviselője (ez vélhetően valamilyen galaktikus méretű hatóság, állam, vagy vállalat, esetleg mind együtt, ami uralja a Földet és még számos bolygót) még a bemutatkozáson is alig jut túl, amikor az adás megszakad. A műhold lejátszórendszere adásról felvételre vált, és törli a szalagot.
Amikor a telep rádióadója is tönkremegy, Belsnor megvizsgálja a dolgot, és rájön, hogy a két esemény nemcsak nem véletlen baleset, hanem mesterséges időzítés eredménye, és összefüggésben is áll egymással. Valaki (aki vélhetően nem lehet közülük való) megakadályozta, hogy kommunikáljanak a külvilággal. Ráadásul járművük sincs, amivel elhagyhatják a bolygót: a telepen rekedtek, mint kísérleti patkányok egy laboratóriumban. Jó ideig sem az istenvilággal, sem a Földdel nem tudnak kapcsolatba lépni, hacsak azok maguk nem jelentkeznek, vagy Belsnor ki nem talál valamit.
Ezután többen közülük rejtélyes módon meghalnak. Tallchiefet egy misztikus körülmények közt megjelenő idegen, akit nem tud azonosítani, sugárpisztollyal megöli, miközben kipakol az űrkabinjából. Babble orvosi vizsgálata azonban nem jön rá a halál valódi okára: allergiás reakciót állapít meg. Susie Smart, a nimfomániás titkárnő megpróbálja megerőszakolni Seth Morleyt, de a felesége, Mary rajtakapja őket. Susie egy házi kedvencként tartott idomított bio(?)kibernetikus lény (egy épületmakett) segítségével megpróbál ártani Marynek (a lény tartalmaz egy kis sugárágyút, ami vélhetően ugyan nem halálos, de súlyos sérülést okozhat), de Seth megmenti a feleségét, és leönti egy pohár vízzel a kis robotot, miáltal az tönkremegy. Ezután Susie Tony Dunkelweltet környékezi meg, aki időről időre vallásos transzba merül (Frazer, a pszichológus szerint ezek valójában kataton skizofréniás rohamok: a regényből nem derül ki egyértelműen, csakis erről van-e szó, de valószínű). Tony Susie kérésére bizonyítani próbálja, hogy valóban kapcsolatban áll az istenekkel, és kővé változtat egy darab kenyeret (a regényből nem derül ki, ez valóban így történik-e, vagy csak Susie áll Tony szuggesztív hatása alatt). Mikor azonban Susie elmenőben van, valaki egy súlyos tárggyal, talán éppen a kővé vált kenyérdarabbal, hátulról agyonüti. Reggel a többiek megtalálják a nő holttestét, mellette egy darab kenyérrel.
Nem sokkal Susie meggyilkolása előtt megérkezik a telepre Ned Russell, a közgazdász. Eközben megtudunk egysmást a bolygóról. Valójában nem egészen olyan sivár hely, mint az a telepről látszik, és többféle érdekes lény is lakja – ezek közül az „állatok” szinte mindegyikéről kiderül, hogy valójában gépek. „Él” a bolygón pl. egy kibernetikus légyféleség, aki mindenkinek a kedvenc zenedarabját játssza, vagy egy bolha méretű kibernetikus organizmus, aki képes a közelébe tett tárgyakról (pl. golyóstollakról) másolatokat készíteni, amik tökéletesen működnek, de egy idő után felbomlanak. A legérdekesebbek és legfontosabbak a sárkányok és az épületmakettek. Él néhány kocsonyás testű lény itt-ott, a „sárkányok”, amelyek szintén képesek tárgyak másolására. Van továbbá a bolygón egy hatalmas, toronyszerű Épület, amelyet messziről már mindenki látott, de amely szemlátomást állandóan változtatja a helyét. Az épületnek számos kibernetikus „életet” élő kis makettje található a bolygón, amelyek idomíthatóak is. Miután Susie épületmakettjét, amely (Susie akaratát végrehajtva) megpróbálta lelőni Maryt, Seth Morley ártalmatlanná tette, a tengerbiológus megvizsgálja a lényt Babble mikroszkópjával, és a következő feliratot találja benne: Made by Terra 30582R (vagyis a lény földi gyártású). Ebből Morley arra következtet, hogy a földi hatóságok, konkrétan Treaton tábornok áll a rejtélyes rádióbalesetek és gyilkosságok mögött, és őket is el akarja pusztítani, illetve kísérletezik rajtuk.
Miután Susie-t felfedezik, a Morley házaspár, Frazer, Thugg, és Bern, elindul megkeresni a helyváltoztató épületet. Morley ugyanis sejti, hogy ha a makettek földi gyártásúak, akkor eredetijük is az, és belsejében talán választ lelnek arra, mi folyik a bolygón. Meg is látják: hatalmas, szürke, majdnem szabályos kocka, tetején óriási tornyokkal. Azonban Russell segítségével rájönnek, hogy a látvány csak illúzió, egy délibábszerű hologram, amilyet az Interplan gyakran alkalmazott a háborúiban, hogy létesítményeit megvédje (a bombázások a radarokat és elektronikus műszereket is megtévesztő holografikus illúziókat vették célba, míg az eredeti, szintén holografikusan álcázott épületek sértetlenek maradtak). Szintén Russell segítségével, hamarosan kiderítik, hogy honnan eredhet a holografikus illúzió forrása, és megtalálják a valódi Épületet. A főbejáraton lévő feliratot mindenki másképp olvassa ki (az olvasatok kapcsolatban állnak lelki betegségeikkel, vagy érdeklődési körükkel: Susie, aki már járt itt, korábban beszámolt róla, hogy a felirat Szeretkező, az ínyenc, falánk, kövér és iszákos Seth Morley szerint Borozó, a tudásra vágyó Walsh szerint Bölcselő, a pszichológus Frazer szerint Szüntető (egy olyan hely, ahol az elmebetegeket begyűjtik és megsemmisítik), a boszorkányhívő Mary Morley szerint Bűvölő, a perverz (szodomita és kukkoló) Thugg szerint Etyepetyéző, a legfurcsább feliratot a gyógyszerfüggő Bern kapja: Mekkiző – mint kiderül, Bern gyógyszerfüggése mögött szintén skizotipikus vonások húzódnak, gigantomániával és miszticista tévképzetekkel, a Mekkiző feliratot, mint nyelvész, a hettita „Mekkis” – „Hatalom” szó alapján értelmezi, és úgy véli, az épületbe lépve felemelkedik majd az emberi hatalom és transzcendens tudás csúcsaira).
Az épületbe azonban egyikük sem lép be. Mindannyian zavart tudatállapotba kerülnek, Jo Bern pedig bolyongani kezd, és belefullad a folyóba, amin nem sokkal azelőtt átkeltek. A társaság többi tagja észbe kap, és egy tutajon, amit a telep egyik tagja korábban épített, megpróbálják hazafuvarozni Bernt. Közben a telepen Tony Dunkelwelt egy újabb skizofréniás transzban „megszerzi Kémosz Kardját” (ez egy aranyszínű kard, nem tudni, honnan van), és hallucinációktól megzavarva, megöli vele az idős Bert Koslert, a telepgondnokot, akit a gonosz istenség, a Megsemmisítő inkarnációjának vél. Glen Belsnor későn érkezik a helyszínre, és sikertelenül próbálja Tonyt rávenni, hogy térjen vissza a valóságba. Dunkenwelt őt is leszúrná, mire a rádiótechnikus lelövi egy pisztollyal.
A folyón tutajozó társaság meglát egy sárkányt, és Russell hirtelen ötlete nyomán, vallatóra fogja, mint orákulumot. Papírlapon kérdéseket tesznek fel neki, a sárkány pedig másolatpapírlapokat materializál, de (általában kissé homályos) válaszokkal. Pl. „Hányan halnak meg közülünk a Delmak-O-n?” – válasz: „Visszatértek a táborba és nem látjátok embereiteket.” ; „Ki az ellenségünk?” – válasz: „Befolyásos körök”; „Minden lépés – akár előre, akár hátra, veszélybe visz. A veszély abból fakad, hogy valaki túl becsvágyó.”, „Létezik-e Isten” – válasz: „Úgyse hinnétek el nekem”, „Miért élünk?” – „Hogy eljussunk a birtoklás teljességéhez és a hatalom csúcsaihoz.” stb.
A telepen közben Russellre több ok miatt is gyanakodni kezdenek. Először is, nincs nála egy könyv, amely afféle Biblia, egy Specktowsky nevű filozófus könyve az isteni manifesztációkról (címe: „Hogyan támadtam fel halottaimból a szabadidőmben ...”), amit pedig mindenki olvas, csak azok az elmebeteg gyilkosok nem, akiket a Földön a Madárház nevű elmegyógyintézet-börtönben tartanak fogva. Belsnor számára az is gyanús, hogy Russell később érkezett, mint a többiek. Lehet, hogy Russell Interplan-ügynök? Egy elmebeteg, akit szabadon engedtek a Madárházból a megbízással, hogy vezesse a Delmak-O-n folyó kísérletet? De az is eszébe jut, hogy az Interplan valójában a madárházi ápoltakkal folytat kísérleteket. Nem vagy nemcsak Russell beteg, hanem valamennyien, és pszichológiai megfigyeléseket végeznek rajtuk. Ez talán megmagyarázná, miért van Belsnor lábfején egy régóta hordott tetoválás: „Persus-9”. Belsnor nem emlékszik, hogy került ez oda, és mit jelent.
Ettől fogva az események még inkább felgyorsulnak. Roberta Rockinghamet bőrkabátos, bőrcsizmás idegenek (hasonló misztikus körülmények között jelennek meg, mint Tallchief gyilkosa), akik vezetője Ely Nichols őrmesterként mutatkozik be, ismeretlen helyre viszik, hogy „hazaszállítsák”: távozása, rövid ideig, nem tűnik fel. Nichols elmondja, hogy kezdettől fogva tudnak a rádióbalesetekről, és „mindennek vége”. Belsnor keresni kezdi Rockinghamet, de csak a táborba hazatérő társaságba botlik bele. Beszámolnak egymásnak az eseményekről, de közben újabb tragédia történik: Seth Morley kétségbe vonja, hogy Belsnor, akit korábban vezetőnek választottak, alkalmas a pozíciójára, megszerzi a pisztolyát, amivel lelőtte Dunkelweltet, és új vezető választására tesz javaslatot, de tőle meg Thugg veszi el, aki egyenesen le akarja lőni Belsnort, bár hamarosan megtudja, hogy a pisztoly nincs megtöltve. Amikor Morley vissza akarja szerezni, kiderül, hogy mégiscsak van benne töltény, a fegyver elsül és megöli Maggie Walsht.
Bár Thugg sajnálkozást mutat, és arra hivatkozik, hogy nem készakarva lőtte le Walsht, hiszen azt hitte, nincs tölténye, de nem hajlandó a fegyvert kiadni a kezéből, arcán a pszichopaták gyilkolás közbeni öröme tűnik fel. Morley és Russell rárontanak, ekkor Thugg lelövi Morley-t is: a tengerbiológus komolyan, bár nem életveszélyesen megsérül. Thugg megszökik, miközben Babble orvosi kezelésben részesíti Morleyt. A fájdalomcsillapítóktól elalszik, mikor felébred, csak Belsnor őrzi. Belsnor megnyugtatja, hogy minden rendben van, eltemetik a halottakat, őt azért hagyták itt, hogy vigyázzon a sebesültre. Egy percre kimegy az orvosi szobából, hogy megnézze, hogy haladnak a többiek a temetéssel, ekkor megjelennek a bőrruhás, energiapisztolyos emberek. Lelövik a mit sem sejtő, az ajtó előtt álldogáló Belsnort (azt mondják, csak kábítólövedék, de Morley nem hisz nekik), és tájékoztatják Morleyt, hogy ahhoz, hogy megmentsék az életét, el kell vinniük.
Rakétahajóval az Épület tetejére viszik. Azonban összevesznek azon, ügyetlen volt-e a landolás, ezt kihasználva Morley megszerzi az egyik őrizetlenül hagyott sugárfegyvert, lelövi őket, és felszáll az űrbe. A sebesüléstől és gyógyszerektől megint elalszik: mikor felébred, London felett lebeg a fedélzeti Rep-Info robotpilóta szerint. Mivel a kisméretű hajó nem alkalmas hosszas csillagközi utakra, Morley megdöbbenve ébred rá, hogy a Delmak-O valójában csak a Föld lehet. Ekkor két rakétahajó támad rá, Morley az egyiket lelövi, a másikat sikerül leráznia úgy, hogy leszáll a felszínre; és utána egy spirális pályájú automatikus keresőalgoritmust alkalmazva, visszanavigál a Telephez.
A Telepen Morley tájékoztatja a túlélőket, hogy a Földön vannak, és valószínűleg egy pszichiátriai kísérlet részesei, az Épület pedig aligha lehet más, mint a Madárház. Russell megerősíti ezt azzal, hogy leleplezi magát: a madárházi őrök hordanak bőregyenruhát és energiapisztolyt, és ő maga is közéjük tartozik. Az igazolványát is megmutatja. Ekkor váratlanul előkerül a bujkáló Thugg, és lelövi Russellt. Thugg immár, hogy tisztába jött a helyzettel, és megbizonyosodott róla, ki a valódi ellenség, teljesen normálisnak és együttműködőnek látszik. A társaság tanácskozást tart, és egyre tisztul a kép. Elmondják egymásnak, hogy valójában régóta sejtik, hogy hol vannak (Mary Morley például már érkezésekor felismerte a Holdat, de nem mert senkinek sem szólni), és bevallják, hogy régóta sejtik egymás pszichopata hajlamait is (például amiatt, hogy milyen könnyen lőtték le egymást és milyen érzéketlenül beszéltek róla: „Mindenkiben van egy jó adag befelé fordulás, az adekvát érzelmi megnyilvánulások skizofréniás hiánya”). Feltételezik, hogy Rockinghamet az őrök azért vitték el, mert valóban meg akarták menteni: az idős nő ugyanis senkit nem ölt meg, végig példásan viselkedett, így aztán az Interplan úgy döntött, hogy meg kell menteni az életét.
Végül kiderül, hogy mindenki (még Russell is) hordozza a rejtélyes Persus-9 tetoválást, de senki nem tudja, mit jelent és mikor került rá. Elhatározzák, hogy megkérdezik az egyik sárkányt. Így is tesznek, de válasz helyett a Sárkány felrobban (szintén kibernetikus teremtménynek, számítógépnek bizonyul), és vele pusztulásnak indul az egész bolygó is. A kataklizmában mindannyian meghalnak. Morley utolsó pillanataiban a Közbenjáróhoz fohászkodik.
Egy űrhajó, a Persus-9 fedélzetén ébrednek fel. A Delmak-O és a haláluk is csak szimuláció volt. Az alfa Centauritól induló Persus-9 több évtizede kering az űrben meghibásodva egy baleset következtében, amely megölte Specktowsky-t, szeretett kapitányukat. A létfenntartó rendszerek működnek, de készleteik lassan fogynak, a kommunikációs rendszer pedig tönkrement, segítséget kérni nem tudnak: valószínűleg hosszas haldoklásra vannak ítélve. Az űrhajó tartalmaz egy virtuálisvalóság-rendszert (amely „polienkefalikus valóságokat” generál), a fedélzeti számítógép irányítja. Eredetileg az utazások unalmának elűzésére tervezték, de a hajótöröttek számára menekülést jelent a kétségbeejtő valóságból, és egyre inkább az épelméjűség megőrzésének egyetlen biztosítéka. A polienkefalikus szimuláció résztvevői a játék idejére elfelejtik valódi énjüket és valós életüket (körülbelül úgy, mintha álmodnának), az eseményeket pedig a játékosok által a „Sárkány” típusmegjelölésű fedélzeti számítógépbe táplált előismeretek (premisszák), valamint a játékosok agyhullámai irányítják. A Delmak-O szimuláció mintegy két hétig tartott.
A Delmak-O virtuális valósága azért sikerült ilyen rémálomszerűre, mert lelkükben iszonyatos küzdelem zajlik: mindannyian küszködnek a borzalmas halálfélelemmel és a visszafojtott agresszióval egymás iránt, félnek a megőrüléstől. A számítógép (vagy a játékvezető) észlelte a negatív érzelmeket és az óriási indulatot, de nem szakította meg a szimulációt, vélhetően azért, mert úgy értékelte, hogy ezen gondolatok – meglehetősen ártalmatlan, hiszen virtuális tettekben megnyilvánuló – felszínre kerülése, majd megvitatása vélhetően jobb lesz, mint az állandó elfojtásuk.
A hajótöröttek nem tudják eldönteni, melyik valóság a jobb (illetve kevésbé rossz): a Delmak-O zavaros, gyilkos, skizoid univerzuma, vagy a reménytelen és tehetetlen haldoklás az űrben. Visszazökkenve a valóságba, még a Delmak-O-t is megváltásnak érzik. Bárhogy is van, nem tehetnek mást: újra fejükre teszik az elektródabúrákat, és kezdenek mindent elölről ...
|  | Itt a vége a cselekmény részletezésének! |

## Háttér

### Kedvenc témák
A regényben Dick számos kedvenc témája felbukkan: a paranoid elemek (a szereplők valójában egy embertelen kísérlet résztvevői, sorsukat gonosz és rejtőzködő hatalom uralja), a mentális betegségek és a gyógyszerfüggőség témaköre (a „szereplők” egyike gyógyszerfüggő, egy másik nimfomániás, az egyik feltételezhetően pszichopata, míg több másik szkizofrén vagy hasonló, mániás betegségben szenved, és mindannyian szociopaták: képtelenek működőképes közösséget alkotni, és valamennyien meglehetősen könnyedén gyilkolnak), a virtuális valóság (a Delmak-O valójában nem létezik, és a főszereplők sem azok, akinek hiszik magukat, hanem hosszú haldoklásra ítélt utasai egy meghibásodott, és egy égitest körüli pályán keringő, fogságba esett űrhajónak, amelynek számítógépe, a Sárkány 889-B virtuális környezeteket biztosít nekik, hogy unalmuktól és félelmüktől megszabaduljanak, és megőrizzék ép elméjüket).

### Vallás

#### Specktowskizmus
A regény különös eleme egy, a kereszténységen alapuló (vagy legalábbis azt a New Age mintájára prevallásként elfogadó) vallás, amiben az összes szereplő hisz (Babble-t, az orvost leszámítva); de nincs nevesítve. Legfontosabb (egyetlen) teljesen emberi prófétája A. J. Specktowsky, egy 21. szd.-i teológus, aki gondolatait a Bibliához hasonlóan alapvető „Hogyan támadtam fel halottaimból a szabadidőmben, és hogyan teheted meg Te is” c. könyvben foglalta össze. A regény szerint Specktowski nemcsak teológus, hanem próféta volt, számos gondolatát igazolta az idő, és számos eseményt előre látott: szinte mindegyik jóslata beteljesedett.
A könyv egy alapvető monoteisztikus istenség, a Létrehozó tiszteletét hirdeti. A Létrehozó „nem természetfeletti; hanem az önteremtő Lét első és legtermészetesebb formája”, aki létrehozta és uralja a világot, és az emberi logika számára érthetetlenül, kívül fekszik mind az időn, mind az okságon, ennek legfontosabb példája, hogy önteremtő, azaz önmaga hozta létre önmagát. A Létrehozó neve eredetiben Mentufacturer, ez Dick sajátos szóalkotása, amelyben egyértelműen felismerhető a „manufacturer” (kézműves, gyártó) szó.
A Létrehozónak számos megtestesülése van: így például a Közbenjáró (a regény néhány helyen azt sugallja, hogy ez maga Krisztus), de néhány szereplő találkozik egy másik, őrangyalszerű manifesztációval is, aki látszatra középkorú, hosszú hajú férfi, ő a Földönjáró. Specktowski könyvének hetvenedik oldala szerint a Közbenjáró egy olyan manifesztáció, aki feláldozta magát, meghalt és ismét feltámadt, megmutatva, hogy legyőzte a halált, vagyis a Megsemmisítő hatalmát.
A teológia szerint az imádkozás ritkán hatásos, hacsak nem erősítik fel a galaxist besugárzó elektronikus rádióhálózattal, amely eljuttatja tartalmát az istenvilágok egyikére. Ha az ima eljut a Közbenjáróhoz, az képes a benne foglalt egyszerűbb kéréseket teljesíteni. Azonban a nagyon különleges kéréseket a Létrehozóhoz kell címezni, ő pl. arra is képes, hogy visszaforgassa az időt, ezáltal lehetőséget adva, hogy az imádkozó kijavítsa a múltbeli rossz döntéseit.
Van egy gonosz istenség is, a Megsemmisítő. Amikor a Létrehozó megteremtette a világot, a teremtő aktus koncentrikus körökben terjedt, és ahogy tágult a kör, úgy gyengült a Létrehozó jósága és tudása. Így jöhetett létre a legkülső kör peremén e gonosz istenség. Ő az univerzum egyetlen olyan eleme, ami kívül esik a Létrehozó hatalmán; a Világegyetem entrópiájának személyes megtestesülése: csakis az ő műve a pusztulás, az öregség és a halál. Specktowsky bevallja, hogy képtelen eldönteni, vajon a Megsemmisítő a Létrehozó egyik manifesztációja-e, vagy egy tőle különböző isten.
A fentebb említett Babble, az orvos az egyetlen szereplő, aki nem hisz az istenekben – egészen pontosan, nem a létezésüket tagadja (Morley érkezésekor azt állította, nyolc alkalommal találkozott isten-megtestesülésekkel – bár lehet, ezt csak rosszmájúságból állítja, mert nem hisz Morley-nak, aki beszámol arról, hogyan mentette meg utazása előtt a Földönjáró az életét, felhívva a figyelmét arra, hogy a Döglött Csirke nevű csónak, amit Morley választott az utazáshoz, nem fog eljutni a Delmak-O-ra), hanem azt feltételezi, hogy természetes úton létrejött, de nagyon magasrendűvé fejlődött lények, akik hasonlóan uralkodnak az alacsonyabbrendű fajokon, mint a gyarmatosítók az indiánok felett Amerika felfedezése után. Babble közvetlenül Russell érkezése előtt ilyen értelemben ateista nézeteket fejteget Morley-nak.
Miután a telepesek felébrednek a Persus-9-en, és visszatérnek a valóságba, ezt a vallást virtuálisként kezelik, és talán az egyetlen elemnek tartják a Delmak-O-ból, ami csodálatra méltó; de már nem hisznek benne. Ennek azonban ellentmond, hogy amikor Morley úgy érzi, nem bírja tovább, és azon gondolkodik, hogy kinyitja az űrhajó légzsilipjeit, megölve ezzel magát és társait is („úgyis mindenki ezt akarja” – gondolja), megjelenik egy idegen, aki A Közbenjárónak nevezi magát, és tájékoztatja Morleyt arról, hogy azért jött, mert meg akarja akadályozni a gyilkosságot. Bár maga Morley kételkedik a kilétében („De téged mi találtunk ki.”), mégis vele megy („és elvezette őt a csillagok közé”): megígéri, hogy teljesíti Morley kérését, és növénnyé változtatja, magányos, senki által nem zavart lénnyé, akinek nincs tudata, de azért növekszik és érzi, hogy létezik és süt rá a napfény. Morley valóban eltűnik az űrhajóról, de a legénység nemigen mutat rá hajlandóságot, hogy tüzetesebb kutatást indítson utána, visszatérnek a kollektív, polienkefalikus illúzióba.

#### Dunkelweltizmus
Tony Dunkelvelt szerint a Megsemmisítő és a Létrehozó is csak manifesztáció, így a Közbenjáróval és a Földönjáróval együtt összesen négy megtestesülése létezik a Létrehozó fölött álló, magasabb fokú Istennek. Továbbá a Megsemmisítő egy abszolút nem-isten, de mivel a Legfelsőbb Isten abszolút Isten, akinek megtestesülése egy abszolút nem-isten, a Legfelsőbb Isten egyszerre abszolút isten és egyszerre abszolút nem-isten is. Dunkelwelt a Specktowski-féle teológiát „szánalmas dualizmusnak” nevezi.
Dunkelwelt tanítása hasonlít a gnoszticizmushoz, amennyiben a világteremtő és világuraló istenség (demiurgosz) felett még egy Legfelsőbb Istenséget tételez fel, viszont jelentősen el is tér attól, mivel pont a demiurgoszt tartja jónak, és a Legfelsőbbet gonoszsággal fertőzöttnek.

#### Gnoszticizmus
A regényben konstruált valláson kívül számos utalást kapunk Dick gnosztikus-misztikus érdeklődésére – ld. pl. a Mekkiző feliratot, amely a misztikus hatalom és a végtelen tudás érzetét kelti fel Bernben, vagy a Sárkány maximáját az élet végcéljáról, vagy Tony Dunkelwelt magyarázatát arról, hogy a Megsemmisítő a Legfelsőbb Isten egyik megtestesülése, ami azt jelenti, hogy a legfelsőbb lény nem abszolút jó, van benne gonoszság is.
Magyarázatra szoruló vallási elem a regényben az egyik megnevezés: „Kémosz Kardja”. Ez valószínűleg szintén gnoszticista jellegű gondolat. Kémosz a moábiták istene volt, bibliai alak, szerepel pl. a Bírák könyvében. A moábiták legyőzték és egy időre uralmuk alá hajtották Izraelt, akinek istenét, Jahvét, a gnoszticizmus a Jaldabaoth nevű „illegitim” istennel (v. lázadó angyallal) azonosítja (vagy pedig Évával nemzett fiának tartja – a gnoszticizmusnak számos változata alakult ki) és az Univerzum dilettáns és hatalmára féltékeny zsarnokaként jegyzi. Dunkelwelt Kémosz Kardjával akarja legyőzni a Megsemmisítőt, aki a Legfelsőbb gonoszságának emanációja, ezáltal pedig végleg megtisztítani az istenséget és a világot a gonosztól. Őrült beszéd, de van benne rendszer: ha Kémosz már legyőzte egyszer a gonosz Jahvét, akkor legyőzheti a szintén gonosz Megsemmisítőt is.

### Beszélő nevek
A regény szereplői egy részének valószínűleg utalásszerű a vezetékneve. Pl. Treaton, az orvosi kísérlet feltételezett vezetője (treat (angol) – orvosi kezelést adni valakinek), Dunkelwelt (Dunkel Welt (német): „sötét világ”, Dunkelwelt sötétnek tartja a világot irányító legfelsőbb istenséget, és küzd a gonosz Megsemmisítő ellen), a pszichopatoid Thugg (thugok: annyira hírhedt indiai fojtogató szekta, hogy nevük az angolban köznevesült is, és haramiát, gazembert jelent; egyik vezetőjük, Thug Behram, 931 embert ölt meg saját kezűleg), Seth Morley – Seth egyiptomi káoszisten, bár lehet, egyszerűen csak arról van szó, hogy Morley zsidó (ezt a regény elején tőle magától tudjuk meg – nemcsak a Bibliában, hanem a ma élő zsidóság körében is, Seth egy létező személynév); Smart (smart (angol): csinos) – Susie Smart csodálatos alakú, telt keblű fiatal nő. Ugyanakkor Buta Susie-nak becézik, annak ellenére, vagy éppen azért, hogy a Smart eszest és agyafúrtat is jelent (ez tehát egy magyarra fordíthatatlan szójáték). Továbbá Tallchief: chief (angolul) vezetőt vagy elsőt jelent, és valóban Tallchief a regény elsőként megjelenő szereplője, aki elsőként is hal meg.
Milton Babble, a teleporvos vezetékneve gagyogást, locsogást jelent angolul, Walsh neve pedig idegent, de ezen jelentéseknek nincs a cselekményben különösebb megfelelője, indoka. A Walsh (továbbá a Frazer) nevek egyébként gyakori európai vezetéknevek.

## Érdekességek
A regény első oldalai klasszikus eposzként emlékeznek meg Tolkien A Gyűrűk Ura c. könyvéről: Tallchief, az egyik főszereplő ennek film- vagy hologramfeldolgozását nézi (konkrétan azt a jelenetet, amikor Legolas, Aragorn és Gimli a Fangornban találkozik Gandalffal), mielőtt elindul a Delmak-O-ra.
Tolkien nevét még egyszer említik, amikor Belsnor, miután megölte Dunkelweltet, átnézi Russell holmiját, a Specktowsky-könyv után kutatva: „Közgazdasági szakkönyvek. Nagy klasszikusok mikroszalagjai, köztük Tolkien, Milton, Vergilius, Homérosz. Csupa eposz.”

## Magyarul
- Ph. K. Dick. A halál útvesztője, fordította: Veres Mihály, A fedél Korga György munkája, Kozmosz Könyvek. ISBN 9632116984 (1986)
- Philip K. Dick. A halál útvesztője, fordította: Veres Mihály, Agave Könyvek. ISBN 9786155442537 (2014)